# دارلان مينديز
دارلان مينديز هو لاعب كرة قدم برازيلي في مركز الوسط، ولد في 16 أبريل 1998 في ساو بورخا في البرازيل. لعب مع غريميو بورتو أليغرينزي.

## وصلات خارجية
- دارلان مينديز على موقع قاعدة بيانات كرة القدم.إي يو (الإنجليزية)
- دارلان مينديز على موقع Soccerway.com (الإنجليزية)